# Liste de devises de familles belges
Liste alphabétique non exhaustive de devises de familles belges.

## Liste des familles
- Haut – A
- B
- C
- D
- E
- F
- G
- H
- I
- J
- K
- L
- M
- N
- O
- P
- Q
- R
- S
- T
- U
- V
- W
- X
- Y
- Z

### A

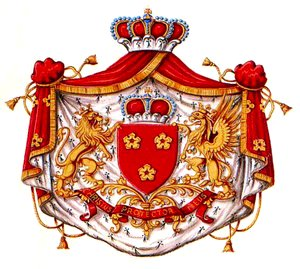
Christus protector meus : devise de la Maison d'Arenberg

- Ablaing (d') : Cassis tutissima virtus.
- Agie : Age quod agis.
- Allard : Rust roest.
- Amory : Amoris virtute [1].
- Arenberg (d') : Christus protector meus (Le Christ me protège).
- Ars : Adveniat regnum suum.
- Arschot Schoonhoven (d') : Espoir pour guide.

### 

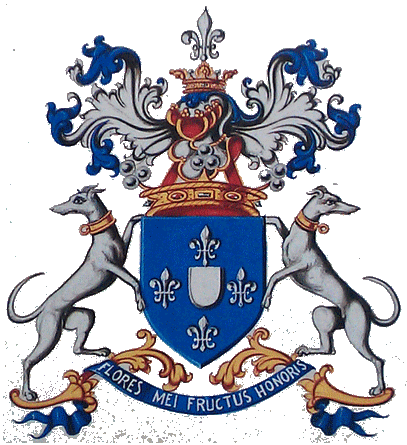
Flores mei fructus honoris : devise de la famille du Bus de Warnaffe

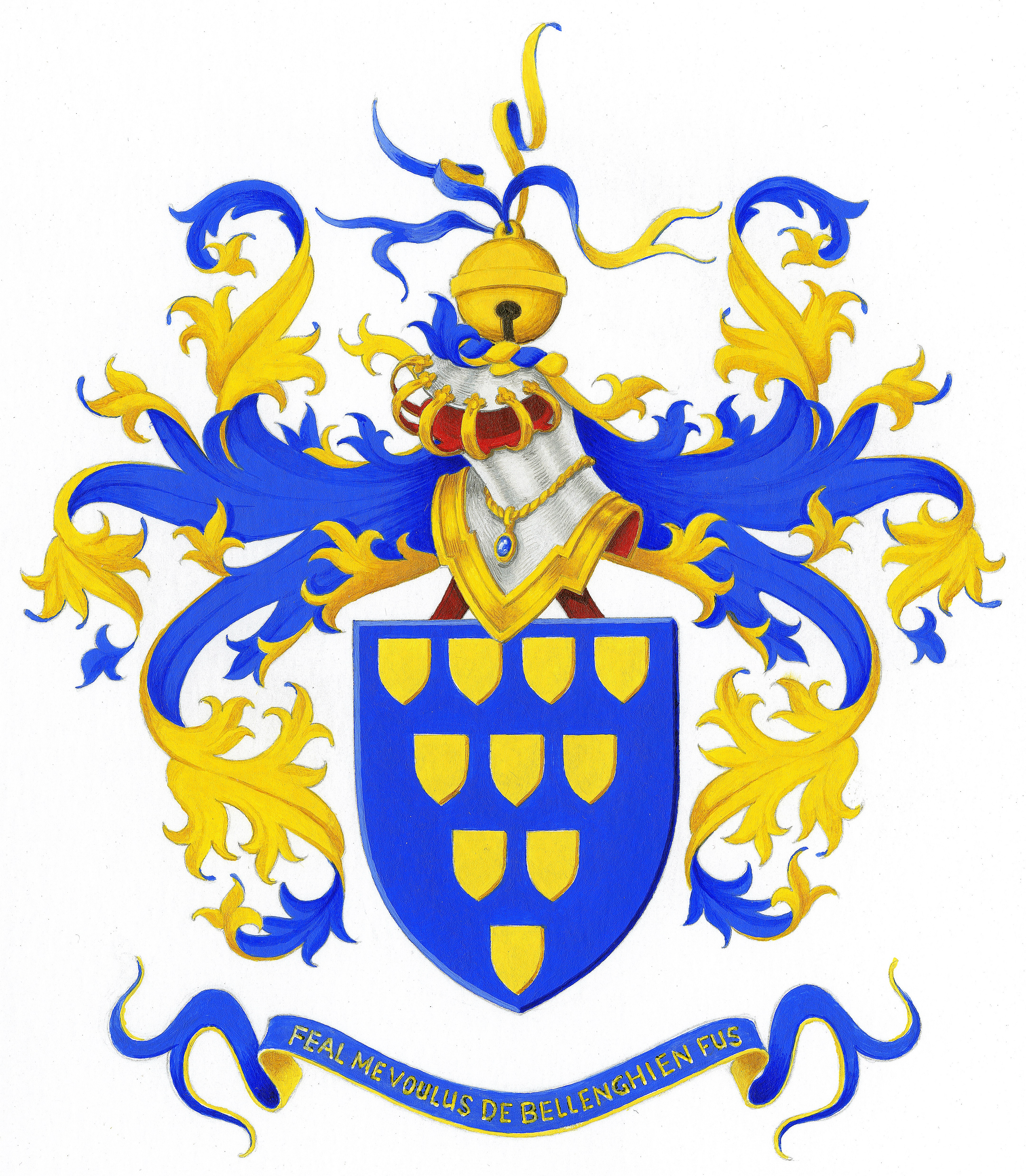
Feal me voulus de Bellenghien fus : devise de la famille van Belling(h)en

### B
- Bailly de Tilleghem (Le) : Virtute crescunt. (Ils croissent en vertu)
- Barre d'Erquelinnes (de la) : Tout pour l'honneur.
- Bauwens : Ut ædificem et plantem.
- Beauffort (de) : In bello fortis (Brave au combat).
- Belle : Mecum ex libertinitate.
- Belling(h)en (van) : Feal me voulus de Bellenghien fus.
- Bentinck : Craignez honte.
- Bentinck van Rhoon : Craignez honte. Dominus Providebit.
- Bernard : Curiosis oculis.
- Béthune (de) : Nec auro, nec armis.
- Béthune Hesdigneul (de) : Spes in Deo non vana. (Cri de guerre :  Bethune)
- Beyltjens : Quod decet recte fac.
- Boël : Honore labore amore patriae.
- Borchgrave d'Altena (de) : Plus penser que dire.
- Boucq de Beaudignies (le) :  Maintenir fault.
- Bousies (de) : Bousies au bon fier.
- Briey (de) : Diex me conduie.
- Brouchoven de Bergeyck (de) : Hoc virtutis opus.
- Brouwer (de) : Duc in altum.
- Buisseret Steenbecque de Blarenghien (de) : Attente nuit.
- Burch (van der) : Libre et vaillant de le Burch.
- Bus de Warnaffe (de): Flores mei fructus honoris.[2]
- Brabant (de) : Dilatato corde.
- Broqueville (de) : Quis me fortior aut fidelior.

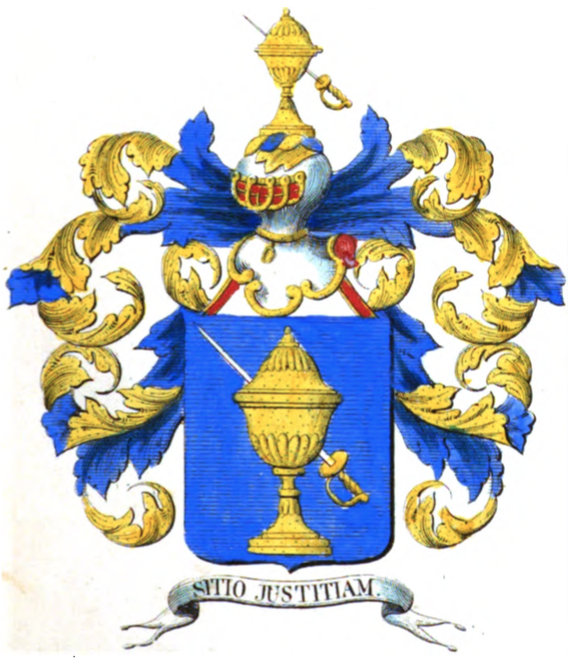
Sitio justitiam : devise de la famille Coppieters.

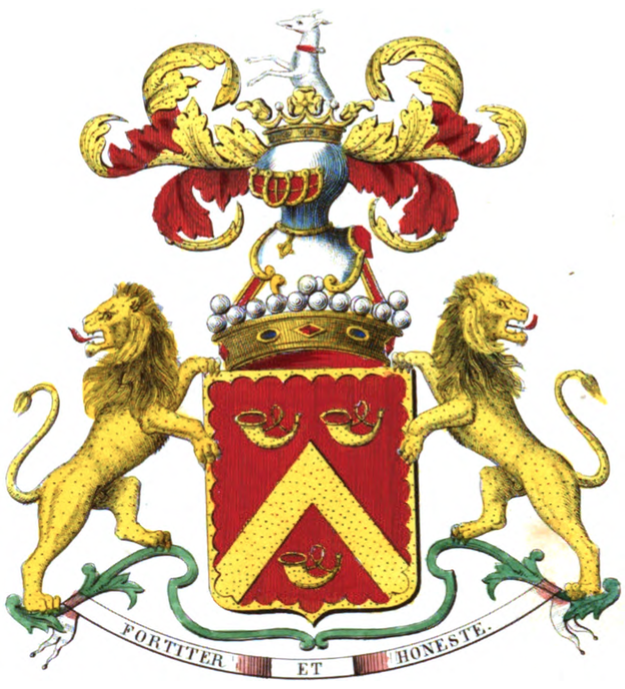
Fortiter et honeste : devise de la famille Cornet.

### C
- Cardon : Crescit in arduis.
- Carpentier de Changy : Dieu m'aide.
- Carton de Wiart : Ad altiora. (Aux choses les plus élevées)
- Casier : Deus fortitudo mea.
- Castiaux : Plus homme [3].
- Caters (de) : Pro patria et urbe (Pour la patrie et la ville).
- Cecil (de) : Cor unum via una.
- Charliers de Buisseret : Candore et virtute.
- Chastel de la Howarderie (du) : Porte en soi honneur et foi.
- Chaussier : Semper fidelis.
- Chefneux : Loyauté et perseverance.
- Christyn de Ribaucourt : Nil desperandum.
- Clerck (de) : Godt is myn hope (Dieu est mon Esperance).
- Coart : Firmant virtus et labor (S'affirmer par le courage et le travail).
- Coets : Deo ac regi fidelis.
- Cogels : Vince te Ipsum.
- Colling : Pro ermesindis terrarum heredum felicitate [1].
- Collon : Sicut colombae sicut serpentes
- Coppieters : Sitio justitiam (J'ai soif de justice).
- Coppée : Acta non Verba.
- Cornet d'Elzius : Fortiter et honeste.
- Corswarem (de) : Potius mori quam foedari.
- Court (de) : Alio sub sole virescam.
- Crane d'Heysselaer (de) : Fac quod oportet Deus providebit (Fais ce que tu dois, Dieu pourvoira).
- Crombrugghe de Looringhe (de): Eperons de nos vertus.
- Croy (de): A jamais Croÿ[4].
- Cusas : De Dieu ne doute.

Houd voet bij stuk : devise de la famille du baron van Dievoet

### D
- Daminet : Confiance sait vaincre.
- Dartevelle : Optimum sui.
- Davignon : Honor onus.
- Deben : Virtus et sapientia adversa superabunt.
- De Boeck: Grand est le monde, humble est l'homme.
- De Clercq : Verba volant scripta manent [1].
- Declercq: Deus meumque jus.
- Degrelle-Rogier : Ante omnia honos.
- Dejardin : Cedant arma olivae [1].
- Delestienne : Qu'Estienne s'y tienne.
- De Ligne: Jamais ne renonce.
- Deplancke : Melius et magis.
- Derbaix: Beauvoir et Beaudroit.
- Despret : Je verdoye [1].
- Detry, jadis de Try: Plus haut que terre se veult le try.
- Delvaux de Fenffe : Fortis fide fretus.
- Didisheim : Fais face, plus est en toi.
- Dieu :  Dei gratia.
- Dievoet (van) : Pes meus in directo.
- Dievoet (van) : Houd voet bij stuk.
- Dion (de) : Domine ad adjuvandum me festina.
- Dœtinghem : Crux mea lux.
- Donnet et Bisilliat Donnet : Ab Alpis (sic : erroné pour : Ab Alpibus) ad Scaldim semper Deo Patriaeque fideles[5].
- Draguet : Fortiter et sapienter.
- Dubois : Arbor una nobilis.
- Duchesne: In excelso quercus.
- Duerne de Damast (van) : Bello dura.
- Duli're : De mon mieux.
- Dumont de Chassart : Tout droit.

### E

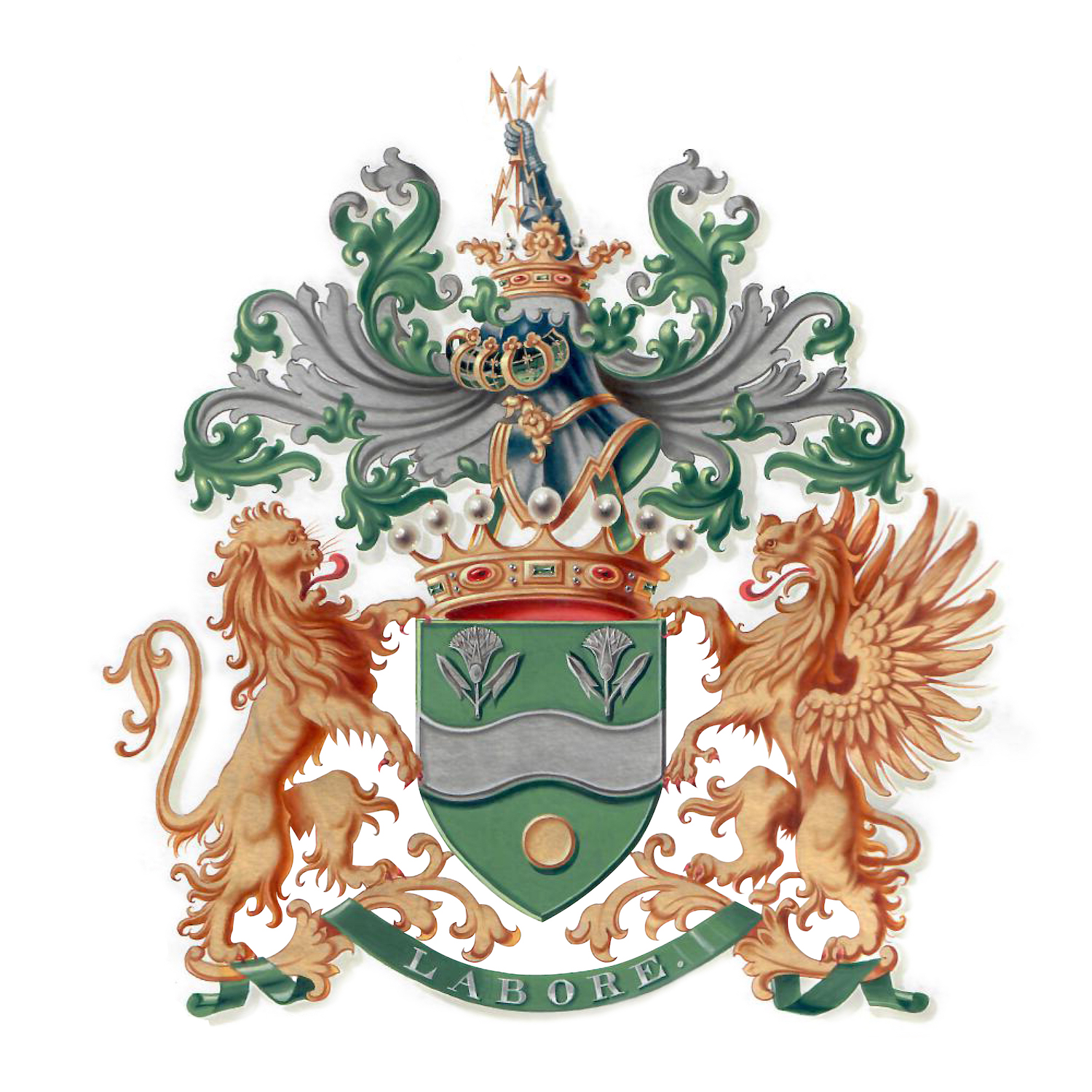
Labore : devise de la famille Empain.

- Eeckman : In fide constans (Cri de guerre : Bertholdus).
- Eickhoff : Tenir.
- Empain : Labore.
- Emsens : Semper protinus.
- Everard de Harzir : Virtus nobilitat.

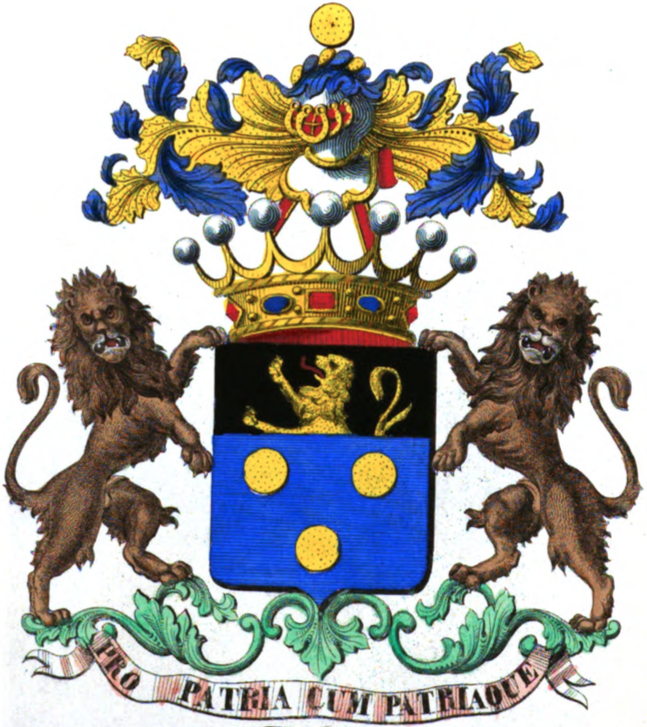
Pro patria cum patriaque : devise de la famille Fallon.

- Ewbank : Vincit Veritas.

### F
- Fabri: Fabricando fabri fimus[6].
- Faille de Leverghem (della) : Nec fallere nec falli.
- Faille de Waerloos (della) : Faille sans faillir.
- Fallon : Pro patria cum patriaque.
- Fautre : Fortret fortiter.
- Favereau (de) : Je tiens bien.
- Forgeur : Lex Lux.
- Formanoir de la Cazerie (de): Inexpugnable.
- Foy (de) : Bona melioraque sequor.
- Fortemps de Loneux : Fort par le temps.

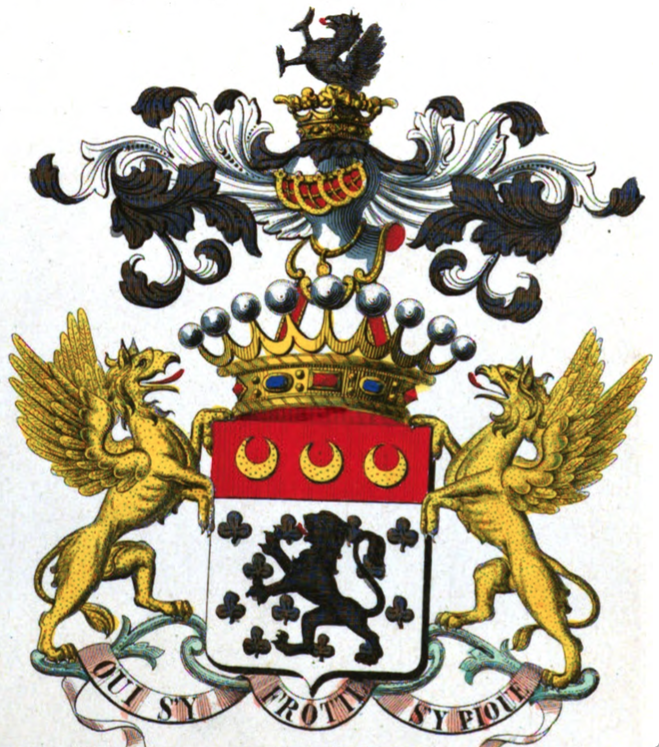
Qui s'y frotte s'y pique : devise de la famille de Giey.

- Frerot : In medio virtus [1].

### G
- Geelhand : Animo et fortitudine.
- Gendebien  : Toujours et partout gens de bien.
- Genin : Aratro et honore.
- Geradon (de) : Et tout et bien.
- Gerlache (de) : Le roi me nomme de Gerlache.
- Geubel: Bel et bien.
- Giey (de) : Qui s'y frotte s'y pique.
- Gillès de Pélichy : In aeternum non commovebitur.
- Gillon de Goemaringhe (de) : Cordes, Cordes.
- Glénisson : Non permutare sed meliorare[7].
- Goblet d'Alviella : Simpliciter et Innocue. (simplement et sans faire de mal)
- Goidsenhove (Van) : Sans nul recours[8].
- Goffinet: Fati constantia victrix (la constance triomphe de la fatalité).
- Greindl  : Bien faire et laisser dire.
- Grelle (le) : Nostrum praesidium Deus[9],[10].

La Foi, la Foi & le Roi : devise de la famille d'Hemricourt.

### H
- La Foi, la Foi & le Roi : devise de la famille d'Hemricourt. Haelterman : Robur[11].
- Hane (d') : A deo et rege.
- Hardÿ de Beaulieu (le) : Fortuna audaces coronat.
- Harmignies : Tiens bon.
- Haveskercke (de) : Ni par l'argent ni par les larmes, mais par l'honneur et par les armes.
- Hemricourt (d') : La Foi, la Foi & le Roi.
- Henau (de) : Utor vim aquæ [3].
- Hennin de Boussu Walcourt (de) : Plutôt mourir que changer Hennin.
- Henry de Frahan : Aequitate et dignitate (Equité et dignité).
- Herry : Vincitur honos virtutibus.
- Hiernaux : Per arduum ad astra [12].(À travers l'adversité, jusqu'aux étoiles)
- Hoop (d') : Discite justitiam moniti et non temnere divos (Apprenez après cet avertissement, à connaître la justice et à ne pas mépriser les dieux).
- Hope : At spes non fracta.
- Hose (d') : Ose sans crainte.
- Holvoet :  Malo mori quam maculari[13].
- Houtart : Deo juvante[14].
- Houtart[15] : Tot ou tard.
- Houtryve (van) : Confidere.
- Huart (d') : Mon coeur comme mon houx harde.

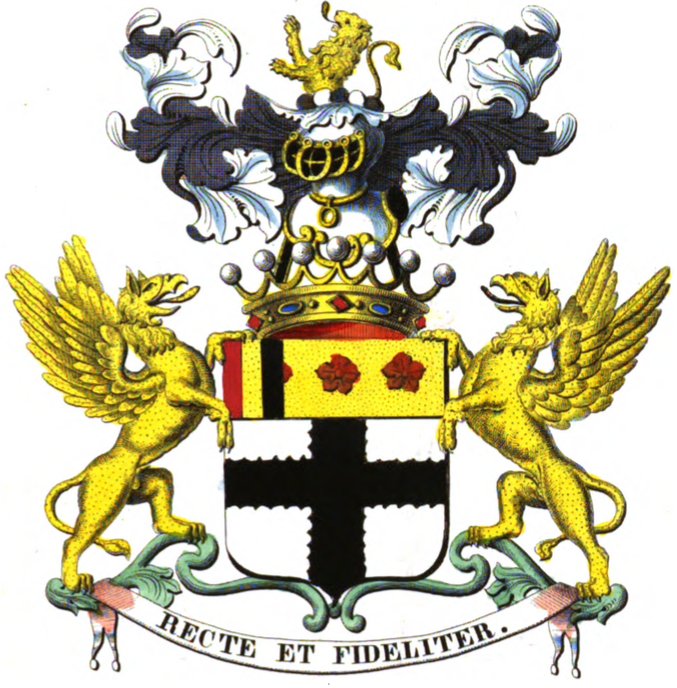
Recte et fideliter : devise de la famille Jolly.

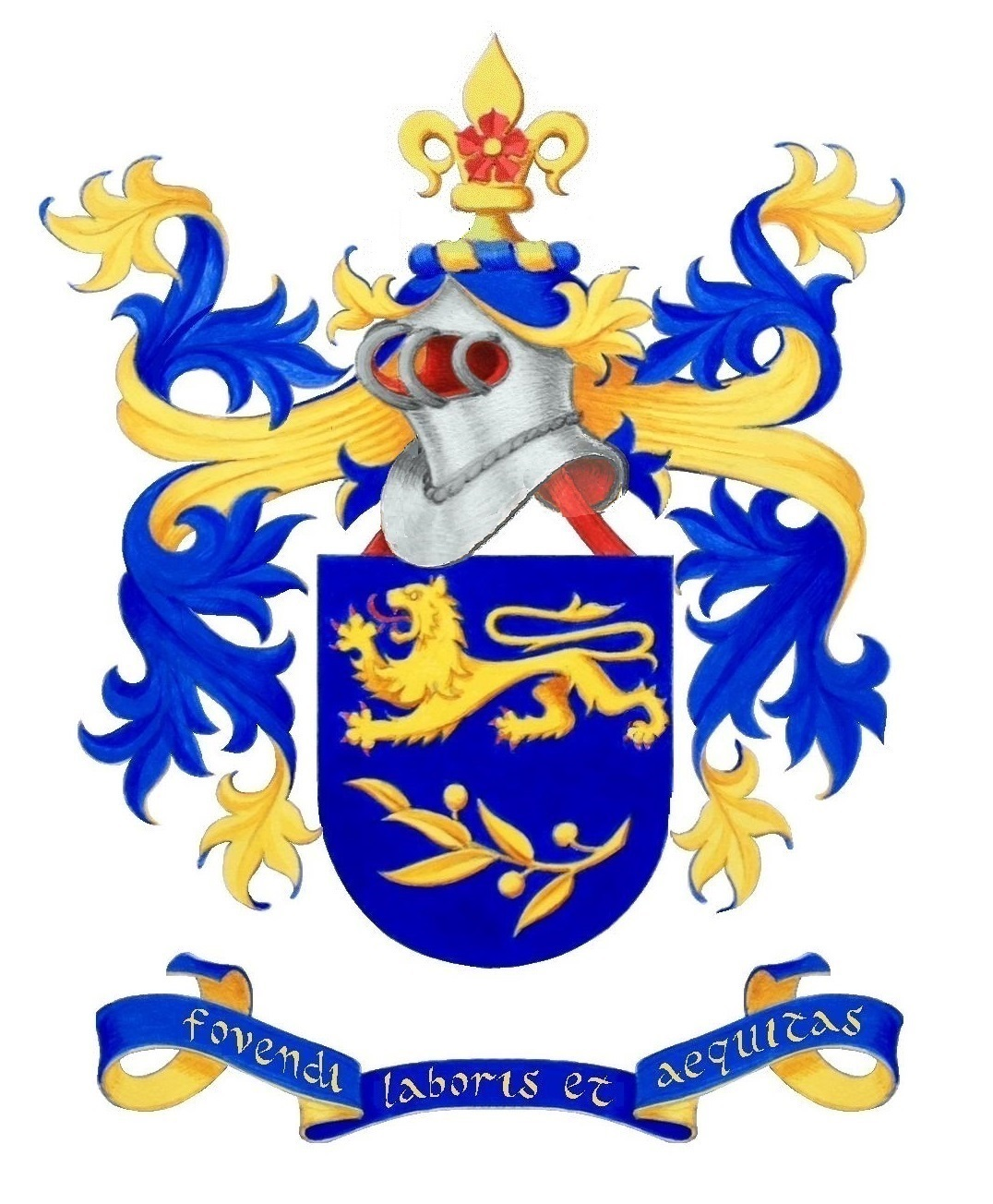
Devise de la famille JANSSENS, olim JANS, Landorp den Savel, Bunsbeek, Aiseau. Famille souche de Savel (1585) :Fovendi laboris et aequitas (En faveur du travail et de l'équité ou maintien du travail et de l'équité)

### I
- Ieteren (d') : Arriba y adelante.
- Iweins : Fide et jure.
- Ingelgem (van) : Age quod agis.

### J
- Jacquet de Haverskercke (nl) : Voir d'abord.
- Jacques de Dixmude : Je tiendrai.
- Jamblinne de Meux: Savoir rehausse noblesse.
- Jans Bastin : Audax et tenax.
- Jansen : Cum corde.
- Janssen : Rectitudo (Droiture; conformité à la raison, à la justice, à la rigueur).
- Janssens, olim Jans, Langdorp den Savel, Bunsbeek, Aiseau : Fovendi laboris et aequitas [1].
- Janssens de Varebeke (branches non anoblies) : Avita Fide.
- Jaumain : Jaumain tiendra.
- Jolly : Recte et fideliter.
- Jossart : Vitam tuam somnio scientiaque illumina.

### K
- Kerchove (de) : Endurer pour durer.
- Kethulle de Ryhove (de la) : Gode Lof.
- Keyser (de) : Ut sementem feceris ita metes (On récolte ce que l'on sème).
- Knyff (de) : Ad astra per arcem.

Vostre playsir Lannoy : devise de la Maison de Lannoy.

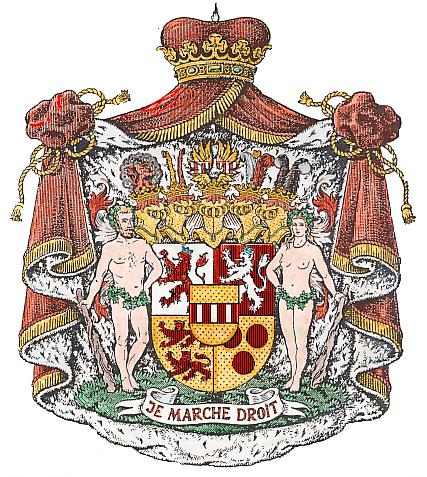
Je marche droit : devise de la Maison de Limburg Stirum.

### L
- Laage de La Rocheterie (de) : Sursum corda.
- Lacoste : Laboriose in labore meo.
- La Hamaide (de): Par force et par armes.
- Lalaing (de) : Sans Peur et Sans Reproche.
- Lamin Busschots : In manu dei.
- Lagasse : Nul ne l'agace impunément.
- Lamarche, pour la branche noble : Crux lux dux[17].
- Lambert : Conscientia Lux mea.
- Lamfalussy : Uno die non crescit[17].
- Lannoy (de) : Vostre playsir Lannoy.
- Lantsheere (de): Rechts is Lants Heer.
- Laurent : Verba scribenda.
- Lauta van Aysma : Antiqua virtute ac fide.
- Lauwereyns de Diepenhede de Roosendaele : Altavis et armis (cri de guerre : Diepenhede ! Diepenhede).
- Le Docte : Nihil Sine Scientia ( Rien sans la science).
- Lerberghe de Marcke (van) : Time Dishonorem (Crains le déshonneur).
- Lejeune de Schrievel : In fide virtus.
- Lely van Oudewater (van der) : Ab Altissimo sunt mea vestimenta plus quam regia[18].
- Leyniers (branche anoblie) : Deo et arte.
- Leys : Arte et labore.
- Lemaigre : Ubi perarduum ibi officium.
- Lemaigre : Natus ad juvandum.
- Leman : Omnia patriae.
- Liedekerke (de) : Gavere, Gavere. (cri de guerre)
- Limburg Stirum (de) : Je marche droit.
- Lichtervelde (de) : Tres in uno pro Rege (Trois en un pour le Roi).
- Liedts : All for duty.
- Ligne (de)[19] : Quo res cumque cadunt, stat semper linea recta. (De quelque côté que tombent les choses, la ligne reste toujours droite).
- Lobkowicz (de) : Popel gsem a popel budu. (Poussière je suis et poussière je resterai).
- Loën d'Enschede (de) : Sanguine nostro tinctum. Cri de guerre :  Loen bredenvord.

### M
- Macar (de) : Semper fidelis.

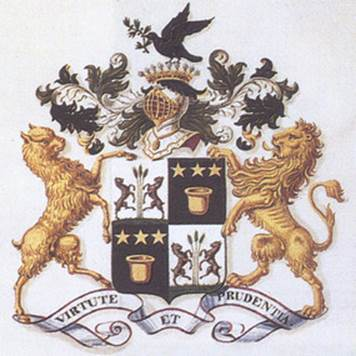
Virtute et prudentia : devise de la famille de Meeûs.

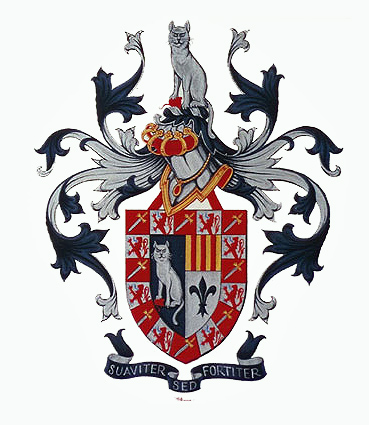
Suaviter sed fortiter : devise de la famille de Muyser Lantwyck.

- Maere d'Aertrycke (de) : Stella maris succurre cadenti[20]
- Magotte : In cultura sapientia [12].
- Maleingreau d'Hembise (de) : Virtuti nihil obstat.
- Malfait : Benefacere.
- Marcq de Tiège : Vis unita fortior.
- Marmol (del) : Marmora Durant.
- Marnix de Sainte Aldegonde (de) : Repos ailleurs.
- Marquet : Spes sub sole.
- Meester (de) : Deus ante omnia (Dieu avant tout).
- Meeûs (de) : Virtute et prudentia.
- Merckx : Post Proelia Praemia (après les champs de bataille, la récompense).
- Merode (de) : Plus d’honneur que d'honneurs.
- Mertens de Wilmars : Deo regi patriae.
- Mesmaekers : Ægros vigilantia servat.
- Meulenaere (de) : Amanti nihil difficile.
- Michiels van Kessenich (de) : Alles dor en voor den Koning.
- Minet : Per omne pertinax.
- Misson : Aperta et intemerata fide.
- Monceau de Bergendal (du) : Pretium laborum.
- Moncheur : Honor et labor (L'honneur et le travail).
- Montpellier de Vedrin (de) : Nec mihi soli (rien pour moi tout seul).
- Muyser Lantwyck (de) : Suaviter sed fortiter (Doucement mais avec force).

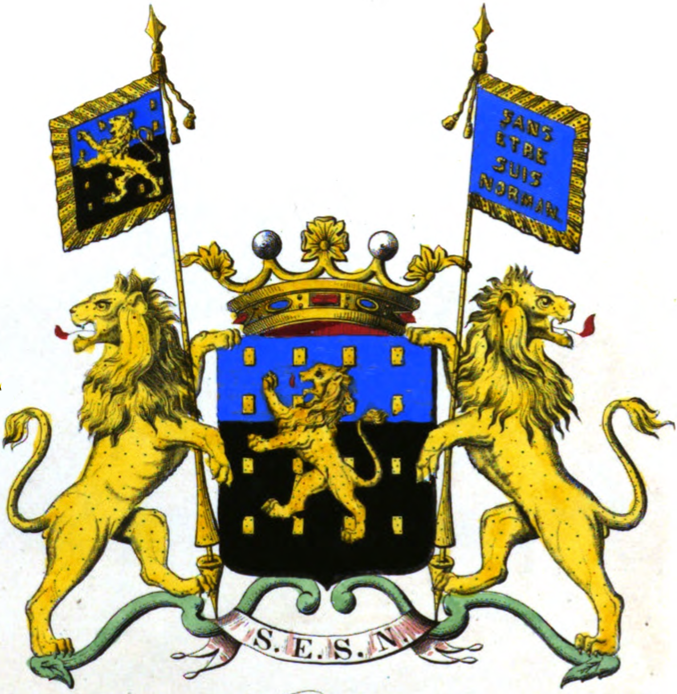
S.E.S.N. (Sans être suis Norman) : devise de la famille de Norman et d'Audenhove.

### N
- Nédonchel (de) : Antiqua et nobilis.
- Neufforge ou Neuveforge (de) : Ad Alta petantur.
- Nève de Mévergnies : Florescit et lucet.
- Nicaisse : In rebus adversis victor [12].
- Nobels : Dux noster virtus.
- Noot (van der) : Respice finem.
- Norman et d'Audenhove (de) : S.E.S.N. (Sans être suis Norman)
- Notebaert : Ad unum.
- Noten (Van) : Per tempora ad futurum.

### O
- Oldenhove de Guertechin : Post tenebras spero lucem (Après les ténèbres, j'espère la lumière).
- Orban de Xivry : Defende inarmatos.
- Orts : In conchis speciosa.
- Oultremont (d') : Nobilitas virtute nititur (La noblesse se distingue par la force de l'âme).
- Ozy van Zegwaart : Arte, labore, patientia.

### P
- Parthon de Von : Cedant arma togæ.
- Pauwels: Honor et sapientia.
- Pastur : Per ardua ad astra. ("À travers l'adversité jusqu'aux étoiles")
- Patoul (de) : Virtute Duce
- Peñaranda de Franchimont (de)[21]: Pena Temperanda
- Peters : Civis mundi sum.
- Pinte : Dieu, le Roi, l'Honneur.
- Posch (de) : Usque ad mortem fidelis (Fidèle jusqu'à la mort).
- Poswick : In cruce lux.
- Prelle de la Nieppe (de) : Raison partout[22].
- Pret Roose de Calesberg (de) : Pret à bien faire
- Preud'homme d'Hailly de Nieuport (de) : Toujours Preud'homme.

### Q
- Quarles van Ufford et Quarles de Quarles : Aquila non captat muscas.
- Quecq d'Henripret : Sat cito si certo.
- Quesne (du) : In fructu iam quercus.

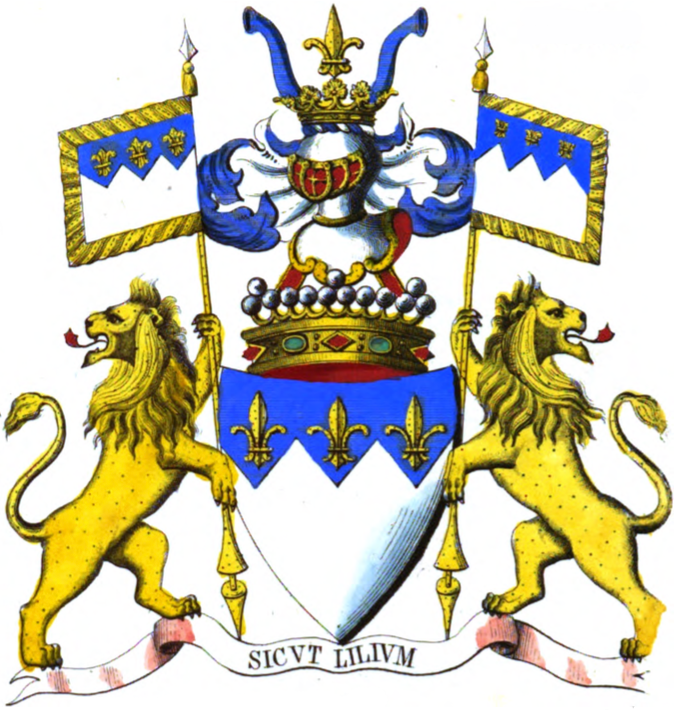
Sicut lilium : devise de la famille de Robiano.

### R
- Radiguès (de) : Amore non timore.(Par amour, non par crainte )
- Ramaix (de) : Constanter et fortiter.
- Rion : Sans oser n'aucun succès.
- Robert : Molinus unus nobilis.
- Roberti de Winghe : Nunquam sinistre.
- Roberts-Jones : Pour devenir.
- Robiano (de): Sicut lilium[23].
- Robyns de Schneidauer : Robur.
- Roelants du Vivier: In decore decus (Les honneurs dans l'honneur).
- Roest d'Alkemade Oem de Moesenbroeck (de) : Vivo leo cespite tutus (Moi lion, je vis en sécurité grâce à cette digue faite de mottes de gazon).
- Roovere (de) : Vereor Deum[24].
- Rutgers van Rozenburg : Charitate et industria.
- Ruys de Beerenbrouck : Antes morir que ser traidor.
- Ruzette : Sic olim nunc idem.
- Ryckel (de/van ) : Vaca ut vaces.
- Ryckman de Betz (de) : Ryck hart ryck man. ("riche cœur, riche homme")

### S

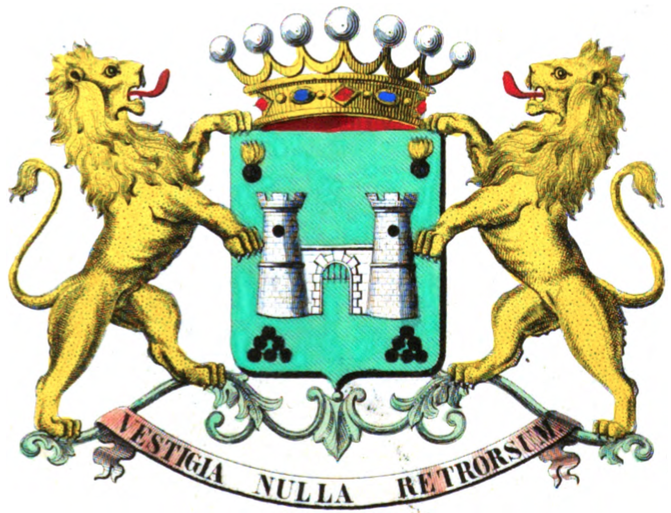
Vestigia nulla retrorsum : devise de la famille van der Smissen de Cortenberg.

- Sauvage (de) : Quod fas et jura volunt.
- Schaetzen (de) : Modus in Rebus.
- Schauwers : Amor est vitae essentia.
- Scheppers de Bergstein : In Nitore Constat.
- Schietere de Lophem (de) : Omnium rerum vicissitudo.
- Schoorman : ‘’Spe  et Constantia  ‘’
- Segaert : Pour le mieux [1].
- T'Serclaes et de T'Serclaes de Wommersom : Brabant! Brabant!
- Sersanders de Luna : Fortune le veut.
- t'Serstevens : Honor meus in altis.
- Servais (de) : Bien faire et rien craindre
- Sibille : Elle dit vray sibilla.
- Siniger : Umbra lux dei.
- Stavaux : Est labor honor officiumque jus meus.
- Stingelandt (van) : Candide et cordate.
- Smet de Naeyer (de) : Opere et Labore.
- Smissen de Cortenberg (van der) : Vestigia nulla retrorsum.
- Snoy : Love and faith.
- Solvay de La Hulpe : Comprendre et mieux faire.
- Speeckaert : Unione fortior.
- Spyskens : Spyse Spyst Spyskens (La nourriture alimente Spyskens, soit Spyskens n'a besoin de rien).
- Steen (van den) : Recte faciendo neminem timeas
- Steenkiste (van) : Fortitudo hominis quasi lapidis (La force de l'homme est comme celle de la pierre).
- Straten-Waillet (van der) : Preux et loyal.
- Sury : N'est que n'admets.

### T
- Temmerman: Servire facit crescere
- Terlinden : Jure injuria vincitur.
  - Terlinden: Den koning getrouw terlinden.
  - Terlinden: Fide armisque.
- Terwangne (de) : Laboris praemia recti.
- Toict (du) : A Dios y al Rey.
- Toussaint : Le beau c'est l'éclat du vrai.
- Trannoy  (de) : Deo regique fidelis (Fidèle à Dieu et au roi).
- Travers : Altijd de zelve.
- Trazegnies (de) : Tan que vive.
- Triest : Triest espère en joie
- Trieu de Terdonck (du) : Bien faire et ne rien craindre.Une autre devise mentionnée en grec. sur l'ex-libris du chanoine Gaspar du Trieu est "Ta Nanta mataiothe"[25].
- Trooster : Nomen est omen.

### U

Bello et jure senesco : devise de la famille d'Udekem.

- Udekem d'Acoz (d') & Udekem de Guertechin (d') : Bello et jure senesco (Vieillir par le droit et par le combat).
- Ulens : A cruce victoria.

### V
- Vandenbrouck : Justitia et Caritas
- Verplancke de Diepenhede : Atavis et lauris.
- Villegas (de) : Vilia ne legas.
- Voghel (de) : A radice ad apicem.
- Voghel (de): Deviens celui que tu es.
- Verhaegen : Servat et Arcet.
- Vilain XIIII : Vilain sans reproche.
- Vinçotte : alteri sic tibi .
- Visart de Bocarmé : Je protège le faible.[26]
- Volder (de) : Omnia recte.
- Vredenburch (van) : Agro evellite spinas.
- Vredenburch (van) : Ante omnia honor.
- Vyve (Van) : Vive ut vivas.

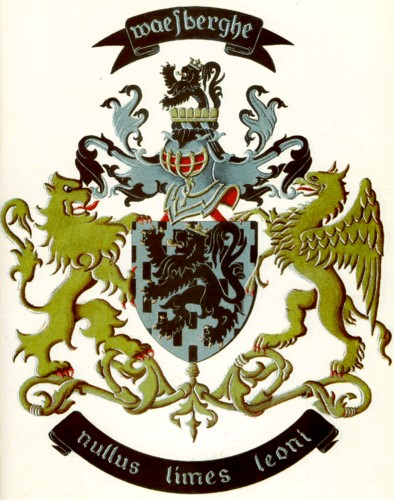
Nullus limes leoni : devise de la famille van Waesberghe.

### W
- Waepenaert (de) "Semper Armiger triumphat" ("Waepenaert (= Armiger = l'Homme d'armes) triomphe toujours")
- Waesberghe (van) : Nullus limes leoni (Pas de frontières au lion).
- Walque (de) : Virtute Crescens (Croissant par le mérite).
- Wappers : Rege atque Arte (Pour le Roi et l'art).
- Wasseige (de) : In Domino confido (Je fais confiance au Seigneur).
- Watelet : Sapientia et pulchritudo (Sagesse et beauté).
- Wassenhove (van) : Wassen en voorttelen.
- Wauters de Besterfeld : Vigilantia.
- Wautier (de) : Respice finem.
- Wavrin de Villers au Tertre (de) : Moins que le pas.[27]
- Weddingen (van) : Liber, rectus et bonus
- Wellens van ten Meulenberg (de) : Cœlestibus auspiciis.
- de Werve (van) : Sine fraude (Sans dommage).
- Weyer (Van de) : Semper candidus in vivario.
- Witte (de) : Tute vide.
- Witte de Haelen (de) : De par Dieu patrie d'abord.
- Woeste : Foi et travail.
- Woronoff : In Fidelitate Honor (L'Honneur dans la Fidélité).
- Wouters de Bouchout (de) : Virtute duce comite fortuna
- Wouters d'Oplinter (de) : Virtute duce comite fortuna
- Wyns et Wyns de Raucour : Cordis dos optima candor.

### Y
- Ypersele de Strihou (van) : Cœur vaillant bonne étoile.
- Ysebrant de Lendonck : per mare, per terras.
- Yve de Bavay (d'): Sans contrainte.

### Z
- Zeeland (van) : Luctor (Je lutte).
- Zurstrassen : Salus patriae suprema lex.
- Zuylen van Nyevelt (van) : Non titubans.
- Zuylen (van) : Semper recte et fortiter (Toujours droit et fort).